# ديوسيفون
ديوسيفون هو عامل كابح للجذام.